# Najib Razak
Najib Razak (in malese  محمد نجيب بن عبد الرزاق; Kuala Lipis, 23 luglio 1953) è un politico malese, dall'aprile 2009 al maggio 2018 Primo ministro della Malaysia.
Il 28 luglio 2020, Najib è stato condannato a 12 anni di carcere, in primo grado, per corruzione e abuso di potere, e per altri cinque capi d’accusa, tra cui riciclaggio di denaro. Najib era accusato di aver sottratto 42 milioni di ringgit (circa 8 milioni e mezzo di euro) dal fondo d’investimento sovrano dello stato malese 1MDB e di averli trasferiti su un suo conto personale.

## Biografia
Najib è nato il 23 luglio 1953 nella residenza ufficiale del Segretario di Stato di Pahang a Bukit Bius, Kuala Lipis, Pahang. Najib è il maggiore dei sei figli del secondo primo ministro malese Abdul Razak. Suo fratello minore, Dato' Seri Mohd Nazir Abdul Razak, gestisce il secondo più grande gruppo del paese, Bumiputra-Commerce Holdings Bhd. Najib è anche uno dei Quattro Nobili del Pahang Darul Makmur (Corte Reale) in virtù del suo titolo ereditato come Orang Kaya Indera Shahbandar.
Ha ricevuto l'istruzione primaria e secondaria presso la St. John's Institution, Kuala Lumpur. Successivamente ha studiato al Malvern College nel Worcestershire, in Inghilterra, quindi è andato all'Università di Nottingham, dove ha conseguito una laurea in economia industriale nel 1974. Najib Razak è tornato in Malesia nel 1974 ed è entrato nel mondo degli affari, prestando servizio per un breve periodo presso la Bank Negara Malaysia e successivamente con Petronas (la compagnia petrolifera nazionale della Malesia) come responsabile degli affari pubblici.

## Carriera politica
Ha servito come Menteri Besar (Chief Minister) di Pahang tra il 1982 e il 1986, diventando il più giovane Menteri Besar nello stato ad entrare in carica quando ha prestato giuramento all'età di 29 anni. Nel 1986 è stato nominato come ministro della cultura, della gioventù e dello sport nel gabinetto di Mahathir Mohamad.
Nel 2004 è diventato vice primo ministro sotto il primo ministro Abdullah Ahmad Badawi e lo ha sostituito nel 2009. Sotto la sua guida, Barisan Nasional ha vinto le elezioni del 2013, sebbene per la prima volta nella storia della Malesia l'opposizione abbia ottenuto la maggioranza del voto popolare.
Quando lo scandalo 1 MDB esplose, nel 2015, in Malaysia ci furono enormi proteste di piazza. Najib tentò di rimanere al potere, licenziò il suo vice primo ministro e il procuratore generale che avevano sollevato perplessità sulla vicenda, ma alla fine perse le elezioni contro Mahathir Mohamad, che era già stato primo ministro tra il 1981 e il 2003, guidando il paese verso la modernizzazione, e che al momento dell’elezione aveva 92 anni. Dopo l’elezione di Mahathir, cominciarono le inchieste. Contro Najib sono stati aperti tre processi e gli sono stati attribuiti 42 capi di imputazione in totale, tra cui corruzione, abuso di potere e riciclaggio di denaro. Uno dei processi è finito nel luglio del 2020 con una condanna a 12 anni.

## Critiche ed aspetti controversi
Najib è un controverso leader politico che è stato coinvolto in numerosi scandali.
È stato anche criticato per la vita stravagante di sua moglie Rosmah Mansor.

### Scandalo 1Malaysia Development Berhad

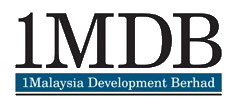
1Malaysia Development Berhad

È rimasto coinvolto nello scandalo sul controverso fondo di investimento 1Malaysia Development Bhd (1MDB) da lui fondato nel 2009. Nel 2019 è seguito un processo a suo carico: secondo l'accusa, prima delle elezioni del 2013, avrebbe ricevuto più di 8 milioni di euro da una controllata di 1MDB e nel periodo 2011 e il 2014 avrebbe ricevuto quasi 500.000 euro. Najib ha negato ogni accusa sostenendo di essere perseguito per ragioni politiche.
Il dipartimento di Giustizia degli Stati Uniti ritiene che siano stati rubati oltre 4,5 miliardi di dollari sostenendo che sin dall’inizio è stato un centro di attività fraudolente. Ingenti somme di denaro sono state prese in prestito tramite titoli di Stato e trasferite in conti bancari all’estero per alimentare le spese folli di Najib e quelle sontuose della moglie e di alcuni suoi collaboratori. Diversi milioni di dollari per proprietà immobiliari a Beverly Hills e a Manhattan, incluso un appartamento un tempo di proprietà di Jay Z e Beyoncé, diamanti per 8 milioni di dollari, un quadro di Picasso e un quadro di Van Gogh, un jet privato da 35 milioni di dollari, uno yacht da 260 milioni di dollari e decine di milioni di dollari per finanziare la produzione di due film a Hollywood.
Il 3 luglio 2018 è stato arrestato dalla Commissione anticorruzione malesiana (Suruhanjaya Pencegahan Rasuah Malaysia) che investigava su come 42 milioni di RM (10,6 milioni di dollari) provenienti siano stati fatti spostare da SRC International al conto bancario di Najib. La polizia ha sequestrato 1400 collane, 567 borsette, 423 orologi, 2200 anelli, 1,600 spille e 14 tiare del valore di 273 milioni di dollari.
Il 28 luglio 2020 l'Alta Corte ha condannato Najib per abuso di potere, riciclaggio di denaro e violazione criminale della fiducia, a 12 anni prigione e multato per RM210 milioni. È il primo Primo Ministro della Malesia a essere stato condannato per corruzione. Il 5 aprile 2021 la Corte d'appello della Malaysia ha tenuto un'udienza sull'appello di Najib. L'8 dicembre 2021 l'appello di Najib è stato respinto e la corte ha confermato il verdetto originale.
Il 23 agosto 2022, la Corte Suprema della Malesia ha confermato la condanna a 12 anni di carcere per Najib. Questo significa che Najib comincerà subito a scontare la pena, diventando il primo ex capo di governo del paese a essere incarcerato.

### L’omicidio Altantuya
Il 21 giugno 2018 la polizia della Malaysia ha riaperto il caso della macabra uccisione di una giovane modella mongola, Altantuya Shaariibuu, una vicenda che è legata ai circoli Najib. Altantuya Shaaribuu fu uccisa nel 2006. Le spararono e poi fecero saltare in aria il corpo con esplosivo militare vicino a Kuala Lumpur. Questo assassinio fu inquadrato nelle vicende collegate allo scandalo dell’acquisto nel 2002 di sottomarini francesi.
Il caso ha prodotto un’attenzione nell’opinione pubblica malaysiana che dura da anni. Najib e la moglie, Rosmah Mansor, sono stati considerati direttamente coinvolti, ma hanno sempre nettamente negato le accuse.
Due agenti del governo sono stati condannati a morte per l’uccisione. Uno è fuggito in Australia, dove è in detenzione, e sostiene di aver eseguito ordini di “persone importanti”, nell’uccidere la ragazza, la quale aveva una relazione con Abdul Razak Baginda, una personalità vicina a Najib. Abdul Razak Baginda nel 2008 è stato assolto dall’accusa di aver ordinato l’assassinio.
Il 20 giugno 2018 il padre di Altantuya ha visitato questa la Malaysia ed è stato ricevuto dal primo ministro Mahathir Mohamad, che ha spinto per la riapertura dell’inchiesta.

### Il peggior ministro delle finanze in Asia
Il 1º febbraio 2016 Najib è stato nominato il peggior ministro delle finanze in Asia.

### Violazione delle SOP
Il 6 maggio 2021 Najib è stata multata di 3000 RM per aver violato la SOP. Il 17 novembre, Najib è stato nuovamente accusato di aver violato le SOP.

## Vita privata

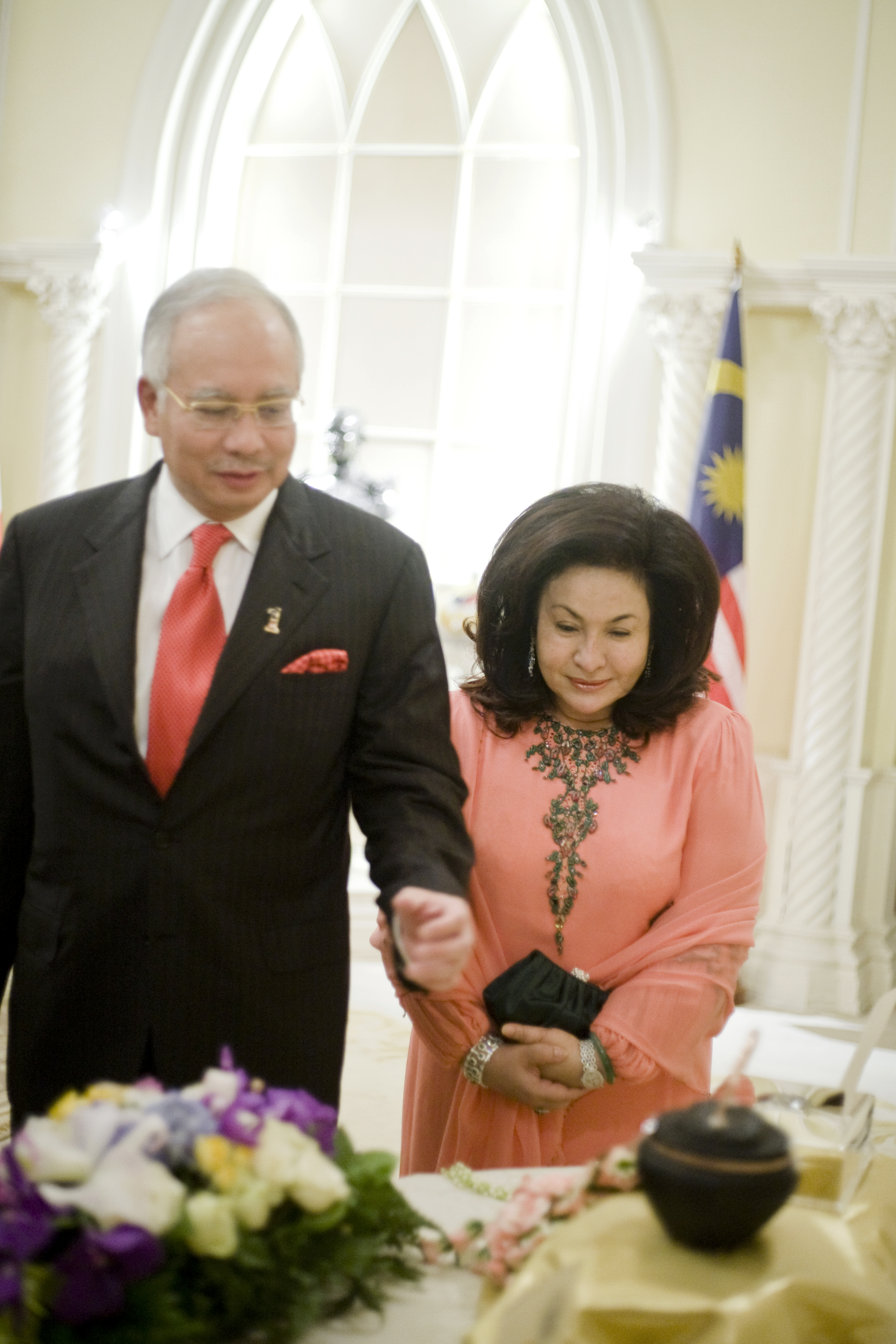
Najib con sua moglie Rosmah Mansor nel 2009

Nel 1976, Najib ha sposato Tengku Puteri Zainah Tengku Eskandar ("Kui Yie") dalla quale ha avuto tre figli: Mohd Nizar Najib (nato nel 1978), Mohd Nazifuddin Najib e Puteri Norlisa Najib. Nizar è membro dell'Assemblea legislativa dello stato di Pahang (MLA) per Peramu Jaya, vincendo il seggio nelle elezioni statali di Pahang del 2022. Nel 1987 Najib ha divorziato da Kui Yie e ha sposato Datin Seri Rosmah Mansor con la quale ha avuto due figli: Mohd Norashman Najib e Nooryana Najwa Najib. Sua figlia Nooryana è sposata con il nipote dell'ex presidente del Kazakistan, Nursultan Nazarbayev.
Najib Razak era un appassionato del golf ed era noto per aver giocato a golf con i due presidenti degli Stati Uniti: Barack Obama e Donald Trump.